# Bilogorski turistički put
Bilogorski turistički put je turistička destinacija općine Veliko Trojstvo u okolici Bjelovara.
Turistički put sastoji se od 19 punktova s raznovrsnom ponudom i sadržajima. To uključuje etnografske zbirke, tradicijske obrte, ugostiteljske objekte, smještajne kapacitete, ponudu malih obiteljskih poljoprivrednih gospodarstava s autohtonim proizvodima poput vina, sira, meda, mesa i dr. Glavni turistički sadržaji: su barokna crkva Presvetog Trojstva iz 1779. godine, etno park i zavičajna etnografska zbirku, galerija drvenih skulptura na otvorenom "Svijetle pruge", romska etno kuća i kopija drvene osmatračnice iz srednjeg vijeka, kakvih je bilo puno na području Bilogore. Služile su za obranu od Turaka. Jedna takva nalazi se i na grbu Bjelovara.
Postoji i galopska i kasačka staza dužine 800 metara s poligonom za dresuru konja, skakanje prepona i vožnju zaprega. Kraj toga je nogometno igralište, ribnjak i poletno-sletna pista za ultralake letjelice i motorne zmajeve. Jedna etnografska zbrika nalazi se na mjestu mlina gdje je živio i radio Josip Broz Tito od 1921. do 1925., godine. Sam je izradio ogradu oko kuće, gdje je smještena zbirka.

## Unutarnje poveznice
- Veliko Trojstvo
- Bilogora